# Guus Houtzager
Guus Houtzager (11 mei 1955, Eindhoven - 31 maart 2018) was een Nederlandse schrijver en vertaler.  
Houtzager studeerde Nederlands aan de Universiteit van Amsterdam en was daarna werkzaam voor uitgeverij Bulkboek. Hij schreef onder andere inleidingen, stelde themanummers en bloemlezingen samen, en maakte interviews.
In de jaren tachtig debuteerde Houtzager als essayist en verhalenschrijver: zijn essays verschenen in tijdschriften als Literair Paspoort en Indische Letteren, zijn verhalen in De Revisor en Preludium. Later was hij als boekrecensent werkzaam voor Oor en het Nieuw Israëlietisch Weekblad.
In 1990 publiceerde Guus Houtzager de verhalenbundel Het glazen oog, die een jaar later werd gevolgd door Het een-én-het-ander, een studie over De tienduizend dingen, het hoofdwerk van de Nederlands-Indische schrijfster Maria Dermoût. Houtzagers romandebuut De rode steen verscheen in 1996. In 1999 volgde De magister, een bundel ‘historische fantasieën’. In 2004 publiceerde Houtzager De haren van Jeanette, een roman in versvorm naar het voorbeeld van Aleksandr Poesjkin (Jevgeni Onegin) en Vikram Seth (The Golden Gate). 
In 2008 verscheen Hector, een roman gewijd aan de laatste dagen van de gelijknamige Trojaanse held en in 2009 Daniël, een roman over het angstaanjagende kat-en-muisspel tussen de wrede machthebber Nebukadnessar en de machteloze profeet Daniël tegen de achtergrond van het antieke Babylon. In 2011 voltooide Houtzager zijn trilogie over onverzettelijke helden uit de oudheid met Tiresias. Deze roman is gewijd aan de blinde ziener Tiresias die een sleutelrol speelt in het drama rond koning Oedipus, de man die zonder het te beseffen zijn vader doodde en met zijn moeder in het huwelijk trad.
In 2012 verscheen Houtzagers eerste kinderboek, Hoe Beer leerde vliegen, geïllustreerd door zijn vrouw Janneke. In 2014 resulteerde hun samenwerking in  Uiltje, een prentenboekje voor de allerkleinsten.
Tevens zag in 2014 opnieuw een historische roman van Houtzagers hand het licht: Van der Decken, een eigenzinnige interpretatie van de legende van de Vliegende Hollander. Eind 2016 verscheen De verlokkingen van de duivel, een roman die zich afspeelt in de late middeleeuwen. In een geïsoleerde dorpsgemeenschap bestaat de bevolking uit twee partijen, vleeseters en vegetariërs.
Naast zijn literaire werk schreef Houtzager de Griekse mythologie encyclopedie, een naslagwerk dat in tien talen werd vertaald, en Brood, geen alledaagse kost, over de geschiedenis, de cultuur en het zelf bakken van brood.
Houtzager was tevens vertaler. Hij vertaalde onder meer biografieën van Voltaire en Leni Riefenstahl, romans van de Amerikaanse auteurs John Burnham Schwartz, Ann Packer en John Wray, en werken van de sinoloog Jonathan Spence, de kunsthistorici Ross King en Simon Schama, de etholoog Frans de Waal en de Sloveense filosoof Slavoj Žižek. 
Guus Houtzager was getrouwd en woonde in Eindhoven.